# 무서운 영화 5
무서운 영화 5(Scary Movie 5)는 2013년 공개된 미국의 코미디 영화이고 무서운 영화 시리즈의 5번째 영화이다.

## 배역
- 애슐리 티스데일 - 조디 샌더스 역
- 사이먼 렉스 - 댄 샌더스 역
- 에리카 애시 - 켄드라 브룩스 역
- 몰리 섀넌 - 헤더 다시 역
- 헤더 로클리어 - 바버라 역
- J.P. 마누 - 피에르 역
- 제리 오코널 - 크리스천 그레이 역
- 찰리 신
- 린지 로언
- 벤 코니시
- 대럴 해먼드
- 스눕독
- 맥 밀러
- 세라 하일랜드
- 카트리나 보든
- 타일러 포지
- 캣 윌리엄스
- 테리 크루스
- 케이트 월시
- 루이스 톰프슨
- 마이크 타이슨

## 같이 보기
- 패러디 영화